# Aleksandr Kaczanow
Aleksandr Iwanowicz Kaczanow (ros. Александр Иванович Качанов, ur. 29 marca 1928 w Krasnodarze, zm. 24 stycznia 2020) – radziecki i rosyjski polityk.

## Życiorys
Był sekretarzem organizacji Komsomołu Krasnodarskiego Instytutu Przemysłu Spożywczego, który ukończył w 1952. Od 1951 do kwietnia 1953 był I sekretarzem Komitetu Miejskiego Komsomołu w Krasnodarze, a od kwietnia 1953 do sierpnia 1958 I sekretarzem Krasnodarskiego Komitetu Krajowego Komsomołu, następnie I sekretarzem Pierwomajskiego Komitetu Rejonowego KPZR. Od 1960 do 1962 był II sekretarzem Komitetu Miejskiego KPZR w Krasnodarze, w 1962 przewodniczącym Komitetu Wykonawczego Krasnodarskiej Rady Miejskiej, od stycznia 1963 do 24 grudnia 1964 I sekretarzem Krasnodarskiego Przemysłowego Komitetu Krajowego KPZR, a od 24 grudnia 1964 do 1969 II sekretarzem Krasnodarskiego Komitetu Krajowego KPZR. W 1967 otrzymał stopień kandydata nauk ekonomicznych, w 1969 został doradcą Ambasady ZSRR w Mongolii ds. zagadnień ekonomicznych, od 1974 do 1978 kierował Wydziałem ds. Współpracy Ekonomicznej i Technicznej z Mongolią Państwowego Komitetu Rady Ministrów ZSRR ds. kontaktów ekonomicznych z zagranicą, 1978-1983 był doradcą Ambasady ZSRR na Kubie ds. zagadnień ekonomicznych. Od 1983 do 1988 był I zastępcą przewodniczącego Państwowego Komitetu ZSRR ds. kontaktów ekonomicznych z zagranicą, 1988-1991 I wiceministrem kontaktów ekonomicznych z zagranicą, a od 1992 do 2001 przedstawiciel handlowy Rosji w Chinach i członek Komitetu Wykonawczego Centralnego Zarządu Towarzystwa Przyjaźni Rosyjsko-Chińskiej.

## Odznaczenia
- Order Rewolucji Październikowej
- Order Czerwonego Sztandaru Pracy (dwukrotnie)
- Order Przyjaźni Narodów
- Order „Znak Honoru”